# Bruce Molsky

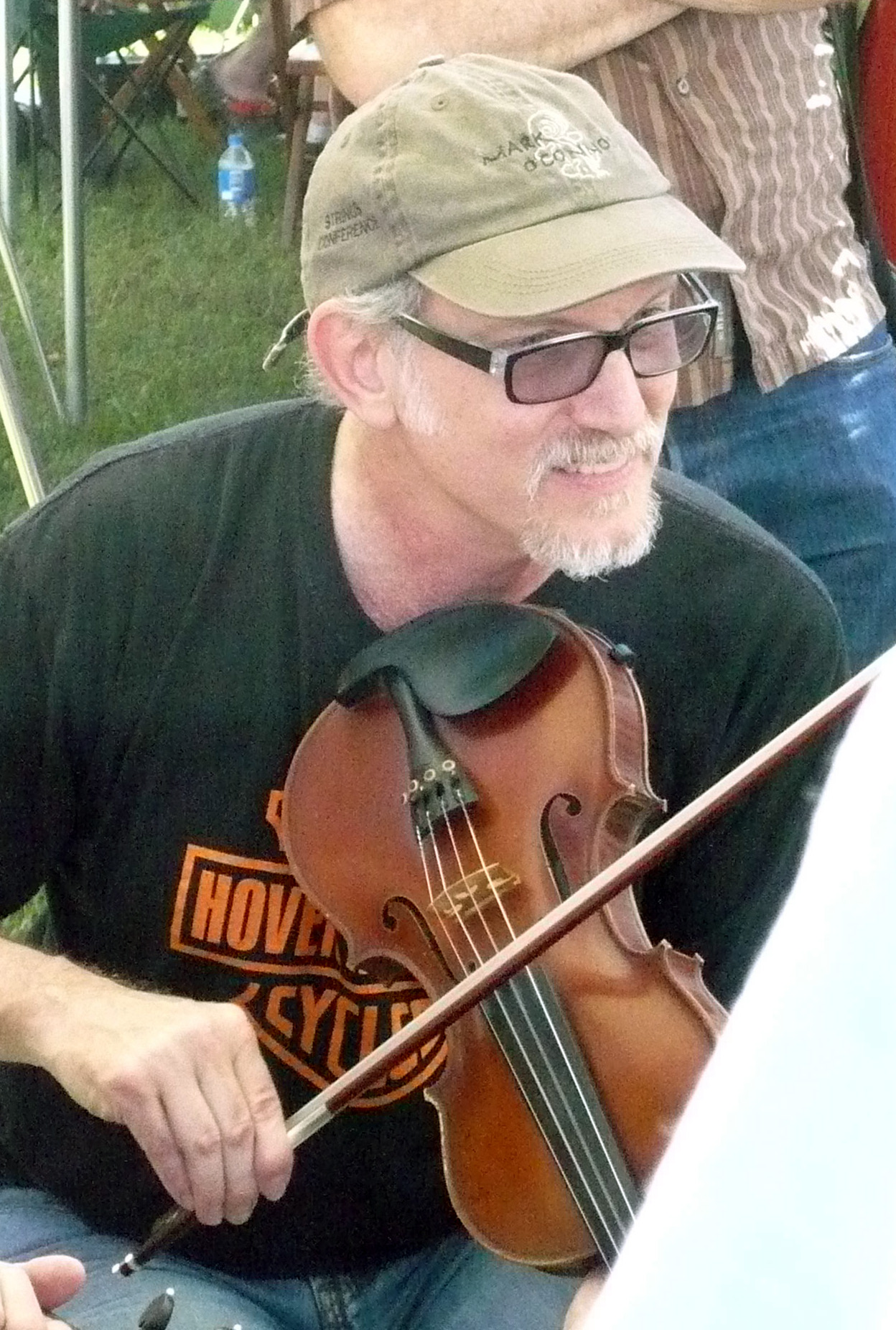
Bruce Molsky

Bruce Molsky (* 1955 in New York City) ist ein US-amerikanischer Fiddle- und Banjospieler.

## Leben und Wirken
Molsky hatte in seiner Kindheit Gitarrenunterricht. Er absolvierte dann ein Ingenieursstudium an der Cornell University und lernte dort Walt Koken kennen, der Fiddler bei der Highwoods Stringband war. Er interessierte sich für die traditionelle Musik, die diese Band spielte, und lernte, Fiddle und Banjo zu spielen. 1976 lernte er in North Carolina den Fiddler Tommy Jarrell kennen, dessen Art zu spielen größten Einfluss auf ihn hatte.
Er begann in den 1970er Jahren als Solist aufzutreten und bildete mit Audry Davis das Duo Hesperus. Zudem arbeitete er mit der Correctstone String Band zusammen. In den 1980er Jahren gehörte er den Hellbenders an, und 1990 gründete er mit Dirk Powell und Rafe Stefanini die L-7s, die bis 1993 existierten. Nachdem Powell die Cajun-Musikerin Christine Balfa geheiratet hatte und nach Louisiana gegangen war, kam Beverly Smith als Gitarristin und Sängerin zu den L-7s, und die Band wurde in Big Hoedown umbenannt. 1996 veröffentlichte Molsky beim Label Rounder sein erstes Soloalbum Lost Boy, ein Album mit der Band erschien im Folgejahr. Seitdem arbeitet Molsky als hauptberuflicher Musiker und gilt als einer der bedeutendsten Vertreter der Folk-Musik aus den Appalachen. Er arbeitete mit Nikola Parov, Andy Irvine und Donal Lunny in Mozaik zusammen, nahm an einer Tour der Nickel Creek teil und trat im Trio mit Aly Bain und Ale Möller auf. Als Mitglied der Fiddlers Four (mit Michael Doucet, Darol Anger und Rushad Eggleston) wurde er 2002 für einen Grammy nominiert. Mit Stefanini arbeitete er auch bei den Jumpsteady Boys.
Alasdair Fraser, Jay Ungar und Mark O’Connor luden ihn als Lehrer zu Fiddle-Camps ein, und er begann, am Berklee College of Music zu unterrichten.

## Weblink
- Homepage von Bruce Molsky